# Wat Phu Khao Thong (Ayutthaya)

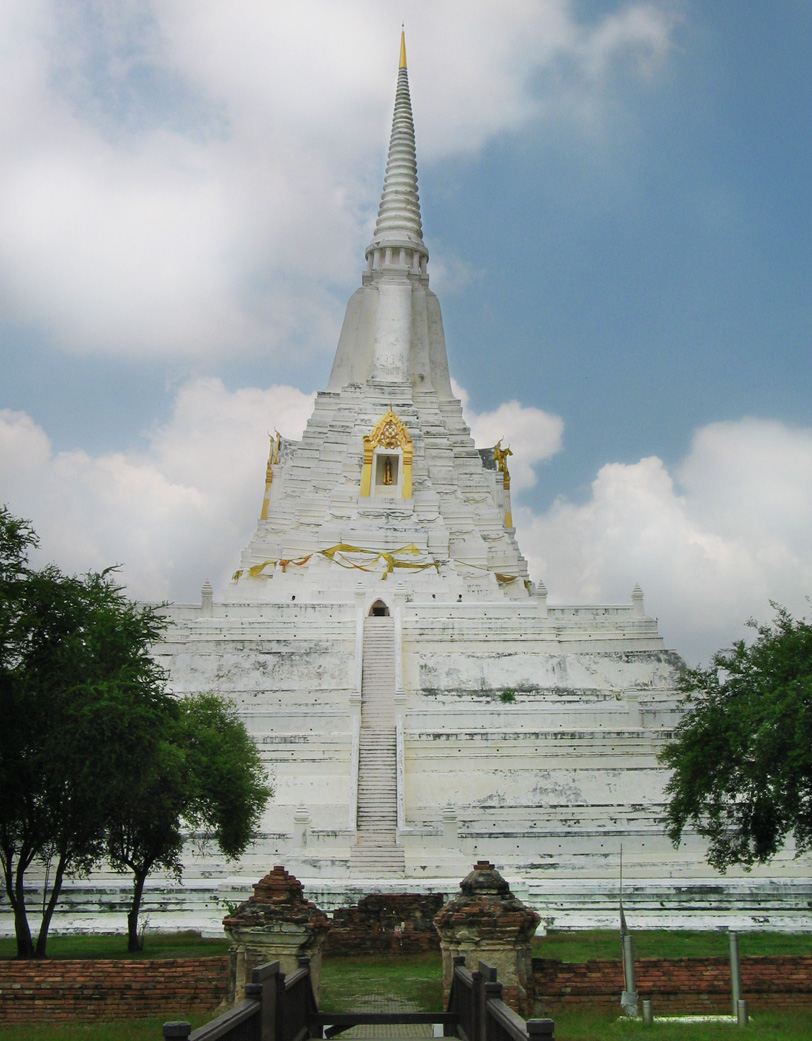
Chedi Phu Khao Thong

Der Wat Phu Khao Thong (Thai วัดภูเขาทอง, Goldener Bergtempel) ist eine buddhistische Tempelanlage (Wat) im Geschichtspark Ayutthaya.

## Lage
Der Wat Phu Khao Thong liegt etwa zwei Kilometer westlich von der Schnellstraße 309 nordwestlich der Altstadt von Ayutthaya.

## Baugeschichte
Der Tempel wurde 1387 von König Ramesuan errichtet, der Sohn des Gründers von Ayutthaya, König Ramathibodi I. Den etwa 80 Meter hohen großen Chedi ließ der birmanische Herrscher Bayinnaung 1569 aus Anlass der Einnahme Ayutthayas durch die Birmanen errichten. Das Bauwerk wurde jedoch nicht fertig, denn der spätere König Naresuan der Große eroberte Ayutthaya 1584 zurück und ließ den Chedi weiter ausbauen, verwendete jedoch den thailändischen Baustil.
1744 bis 1745 ordnete König Boromakot die Restaurierung sowie einige stilistische Ergänzungen zur gesamten Anlage an, ehe sie 1767 von den Birmanen während der zweiten Eroberung Ayutthayas fast gänzlich zerstört wurde.
Heute zeigen sich somit zwei unterschiedliche Baustile: der birmanische Mon-Stil herrscht vom Grund bis zur Balustrade vor, während der thailändische Stil von der Balustrade bis zur Spitze des Daches zu sehen ist.
1956 wurde bei den umfangreichen Rekonstruktionsarbeiten durch die thailändische Regierung auf der Spitze des Chedi eine 2,5 Kilogramm schwere goldene Kugel angebracht; dies erfolgte aus Anlass der 2500-jährigen Wiederkehr der Stiftung der buddhistischen Religion.

## Sehenswürdigkeiten
Der Chedi ist begehbar und ermöglicht einen Ausblick auf die Umgegend. Einige Ziegelkonstruktionen zeugen von den Ausmaßen des alten Tempels. Im Gebäude selbst sind Buddha-Statuen untergebracht.